# Sandalodes superbus
Sandalodes superbus är en spindelart som först beskrevs av Karsch 1878.  Sandalodes superbus ingår i släktet Sandalodes och familjen hoppspindlar. Inga underarter finns listade i Catalogue of Life.